# Linaresia
Linaresia es un género de foraminífero bentónico de la subfamilia Gavelinellinae, de la familia Gavelinellidae, de la superfamilia Chilostomelloidea, del suborden Rotaliina y del orden Rotaliida. Su especie tipo es Anomalina pompilioides var. semicribrata. Su rango cronoestratigráfico abarca el Eoceno.

## Clasificación
Linaresia incluye a las siguientes especies:
- Linaresia bikiniensis †
- Linaresia mizutanii †
- Linaresia semicribrata †